# Языджи, Серап
Серап Языджи (тур. Serap Yazıcı, род. 1963, Анкара) — турецкий учёный в области конституционного права. Она была членом комитета, которому было поручено разработать проект новой конституции Турции.

## Ранние годы
В возрасте тринадцати лет она потеряла зрение в автокатастрофе, в которую попала вместе с семьёй; в ней же погибла её мать.
Она получила образование на юридическом факультете Университета Анкары и получила степень бакалавра в 1984 году. В 1995 году Языджи закончила аспирантуру в том же университете и получила звание доктора права.

## Карьера
В 1998 году Языджи была назначена профессором конституционного права на юридическом факультете Стамбульского университета Билги, где проработала до 2012 года. Раньше она была преподавателем Стамбульского университета Шехир.
Она была членом комитета из шести человек, которому тогдашний премьер-министр Реджеп Тайип Эрдоган поручил разработать проект новой конституции Турции.
Она критиковала конституцию, разработанную после турецкого государственного переворота 1980 года, заявив, что «в турецкой судебной системе количество постановлений, основанных на принципе объективности, скорее всего, будет в меньшинстве».